# Petit paon de nuit
Saturnia pavonia
Espèce
Le Petit paon de nuit (Saturnia pavonia) est une espèce de lépidoptères (papillons) de la famille des Saturniidae, de la sous-famille des Saturniinae et du genre Saturnia.

## Morphologie

### Papillon
L'imago de Saturnia pavonia a une envergure de 4,8 à 8 cm pour le mâle. La femelle diffère du mâle par sa taille très sensiblement supérieure, sa coloration gris brun sans aucune trace de jaune sauf au niveau des ocelles, et les antennes très faiblement pectinées.

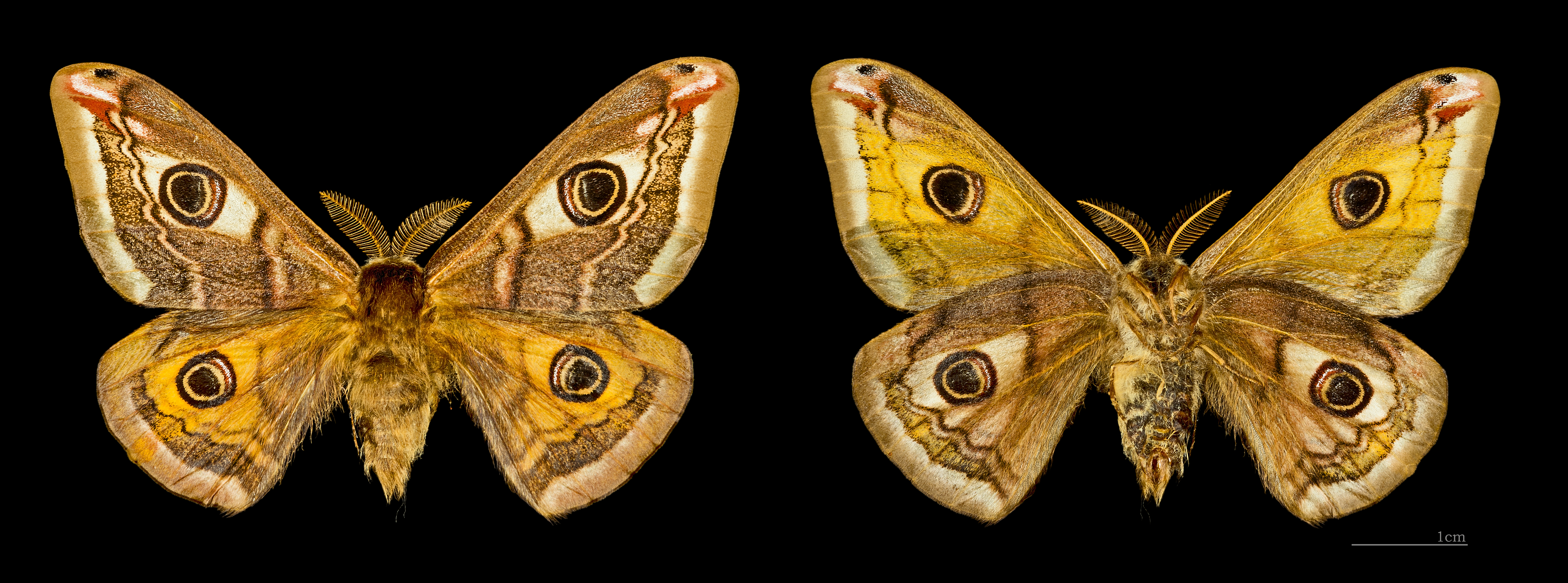
Les deux faces du mâle MHNT.
Les deux faces de la femelle MHNT.

### Chenille

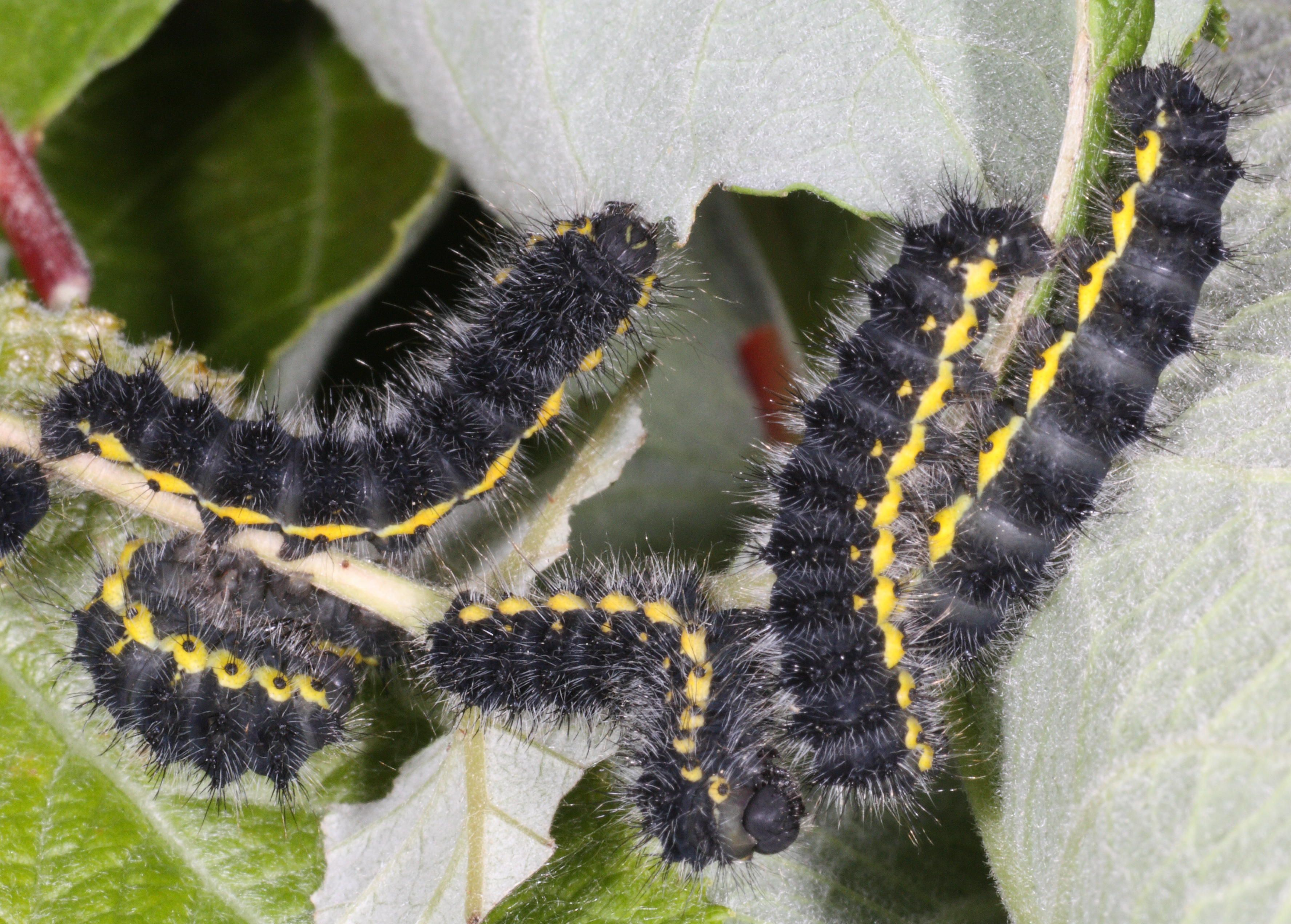
Les jeunes chenilles.
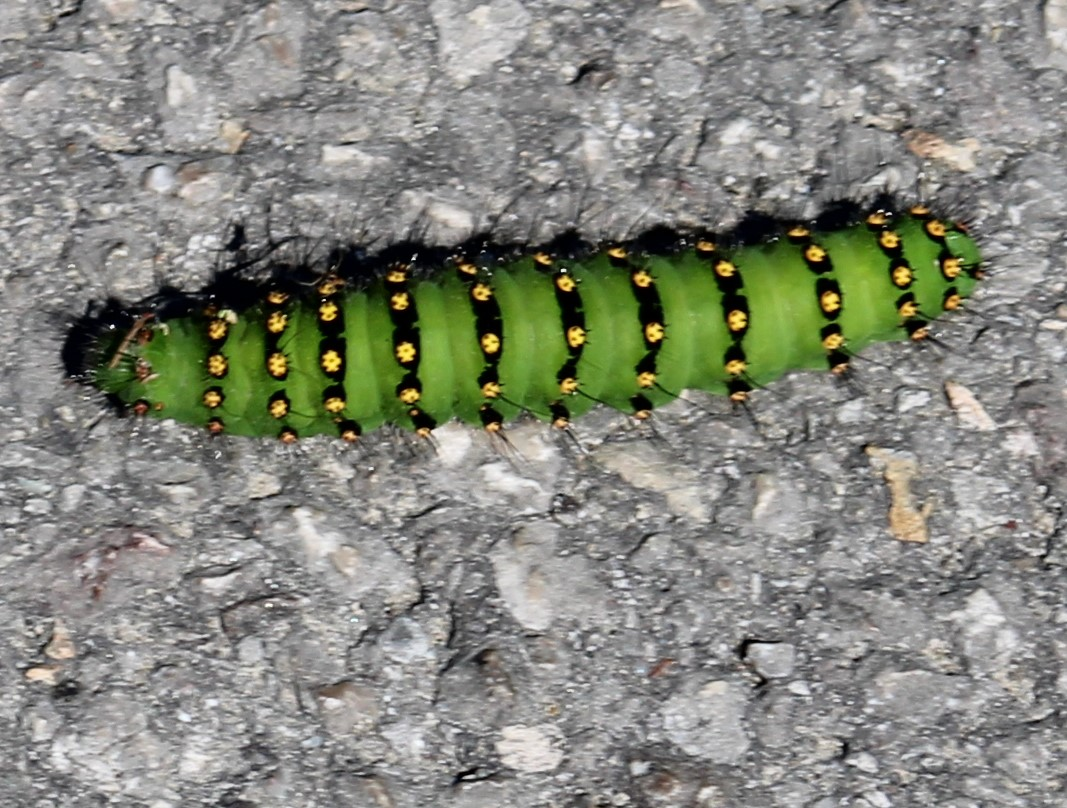
Chenille.
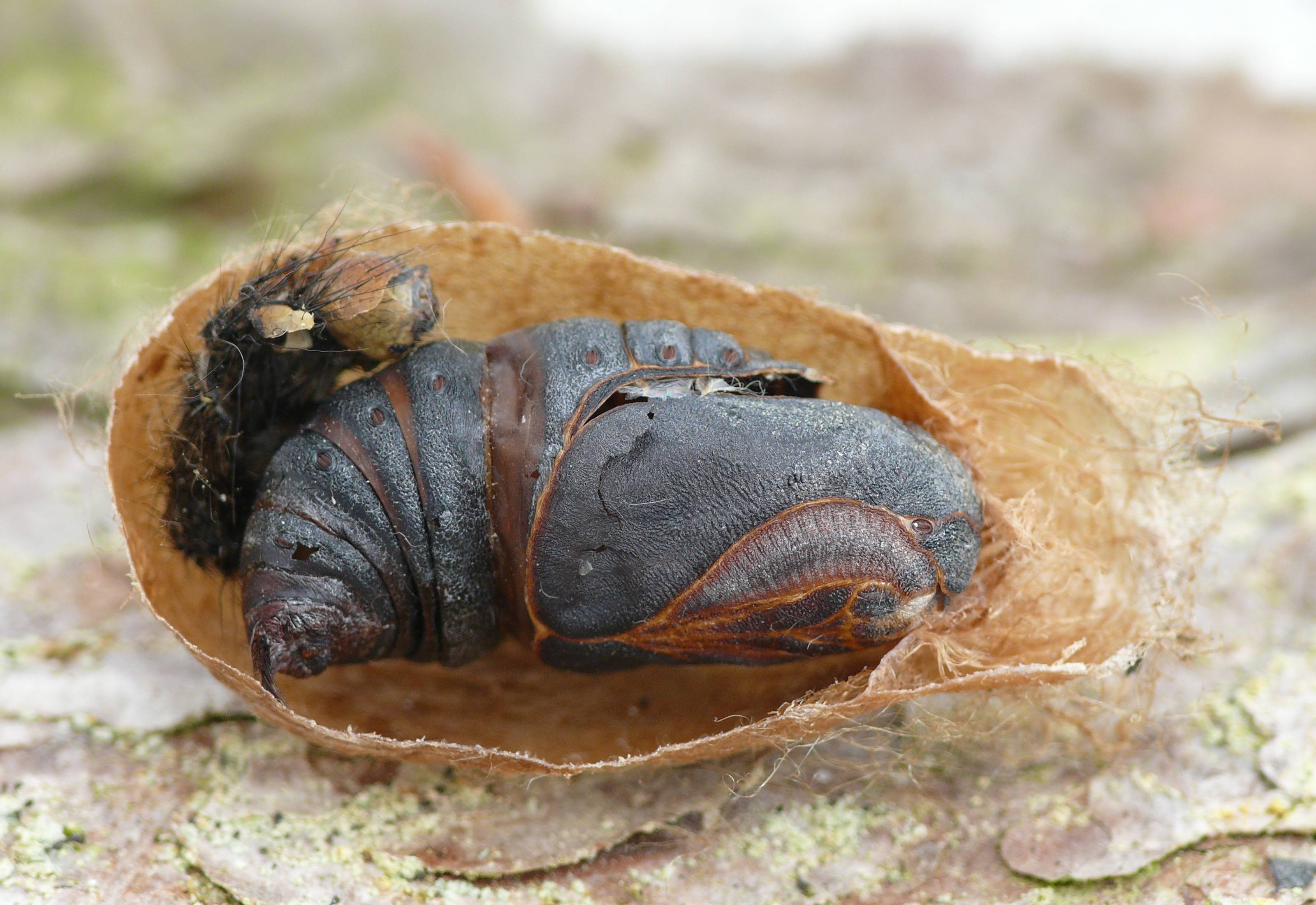
Cocon et chrysalide.
- Chenille se déplaçant.

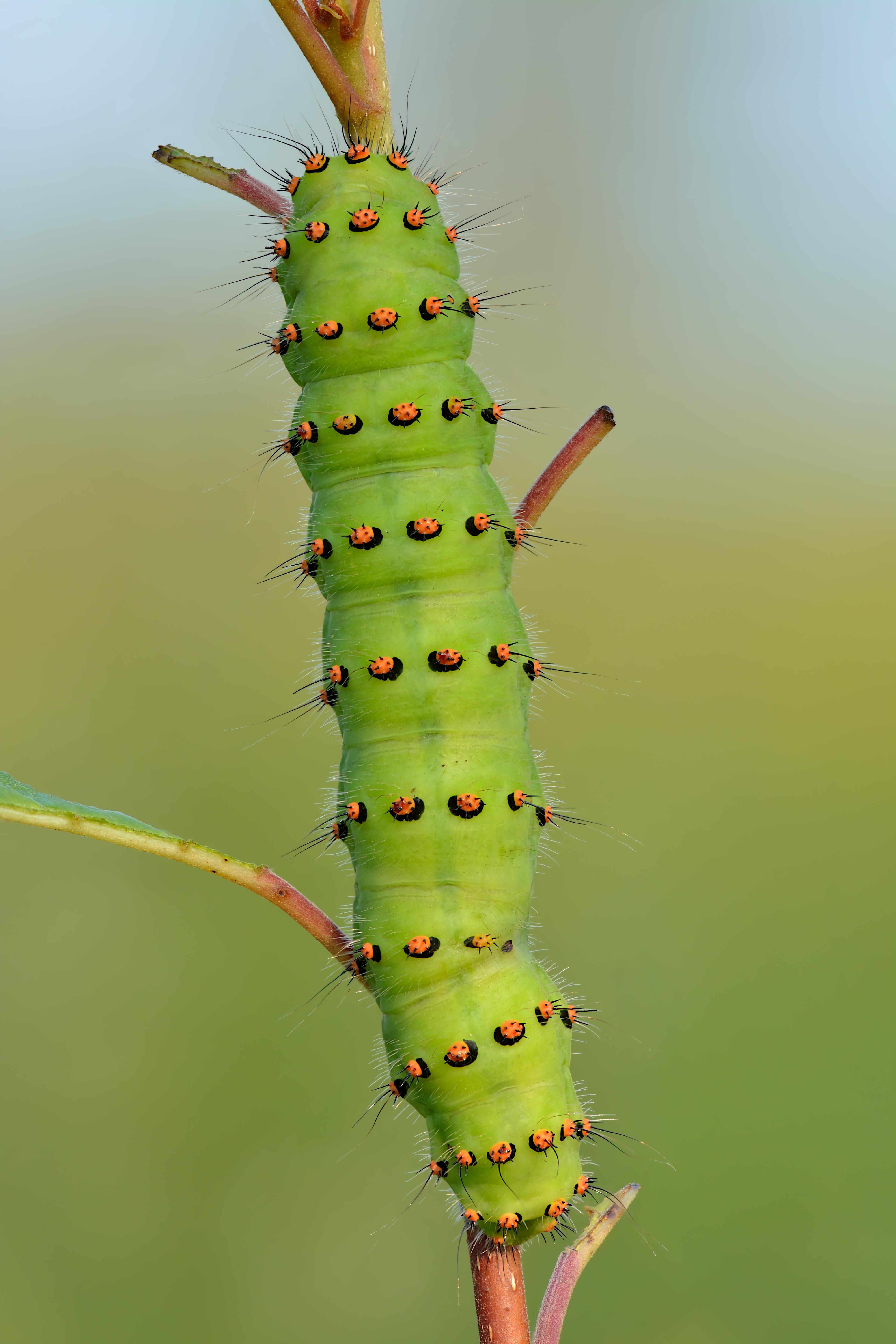
Chenille du petit paon de nuit, vue de « dessus ».
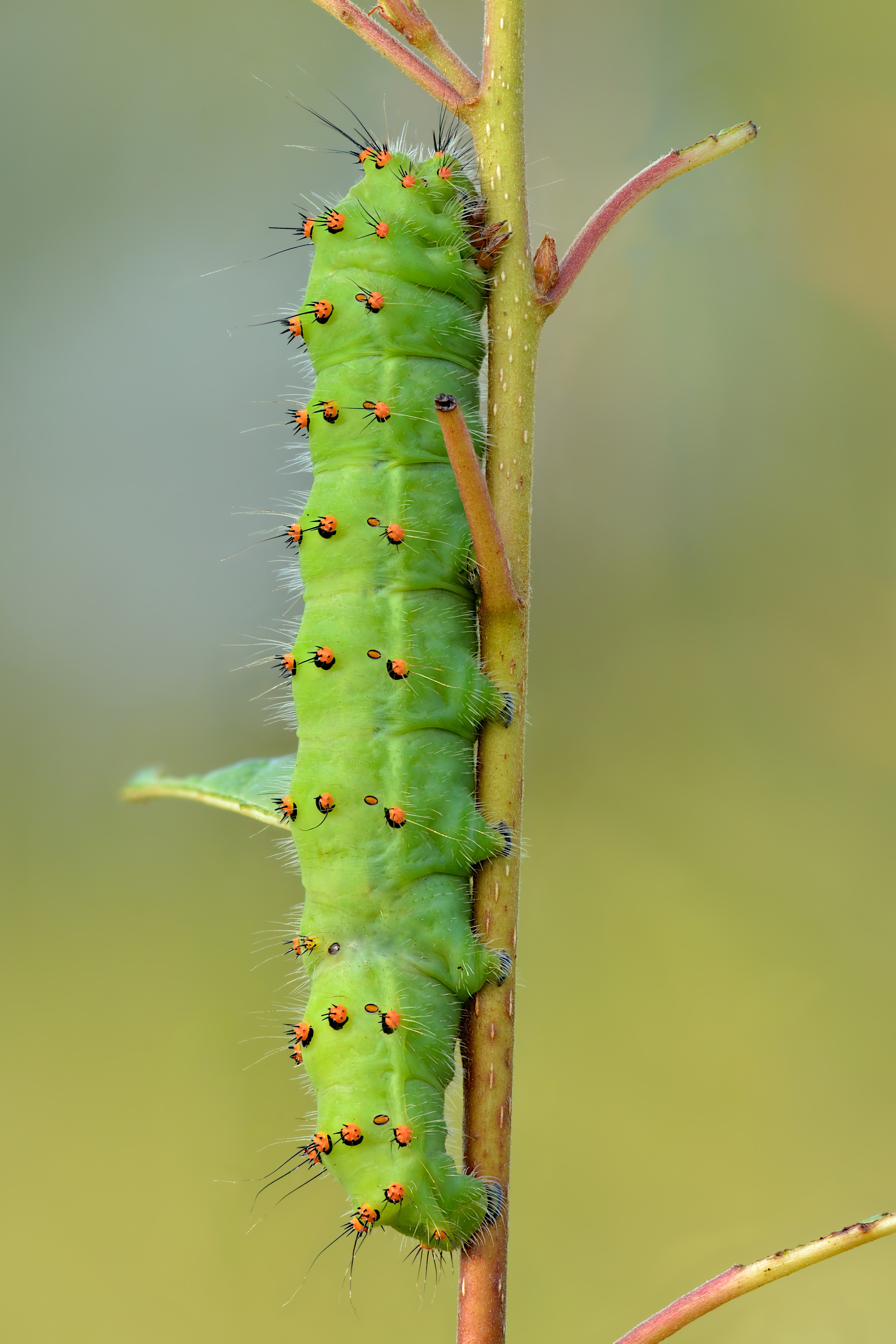
La même, vue de côté. Sa longueur est d'environ 5 cm. Présente près du Niitvälja soo (et), une tourbière minérotrophe en Estonie.

Plantes hôtes : de nombreux genres et espèces dont Erica, Carpinus, Hippophae, Rubus, Crataegus, Prunus spinosa, etc.

## Cycle biologique
Le mâle vole de jour et peut repérer une femelle à plus de 2 km. La femelle vole et dépose ses œufs la nuit.
L'espèce produit une génération par an, dont les imagos volent de mars à juin.
Une femelle pond en moyenne 220 œufs répartis en plusieurs grappes.
La ponte forme un manchon entourant une tige ou branchette (en mai, en Europe septentrionale). Les chenilles s'observent de mai à août. Leur coloration (variable selon le stade de développement) les dissimule de façon efficace, particulièrement lorsqu'elles sont sur les bruyères. La nymphose s'effectue au début de l'automne, dans un grand cocon piriforme tissé dans le feuillage de la plante hôte. L'émergence de l'imago a lieu au printemps suivant.
Des hybrides ont été obtenus dans ce genre entre espèces parfois éloignées. En novembre 2010, un hybride mâle a vu le jour dans les élevages de Robert Vuattoux entre Saturnia (Eudia) pavonia mâle (France) X Saturnia (Eriogyna) pyretorum (Hong Kong). D'autres expériences d'hybridations de cette espèce sont en cours.

## Répartition et habitat

Carte de répartition en Europe occidentale.

Répartition
Eurasiatique : de l’ouest de l’Europe jusqu'à la région du fleuve Amour ; toute la France.
Habitat
Friches, landes, bruyères, lisières, bois clairs.

## Systématique
L'espèce Saturnia pavonia a été décrite par le naturaliste suédois Carl von Linné en 1758, sous le nom initial de Phalaena pavonia minor .
Synonymie :
- Phalaena pavonia minor Linnaeus, 1758 — protonyme
- Bombyx carpini Denis & Schiffermüller, 1775[3]
- Bombyx alpina Favre, 1897
- Bombyx borealis Rangnow, 1935
- Bombyx lapponica Lingonblad, 1936
- Bombyx lappmarchica Bryk, 1948

L'ancienne sous-espèce Saturnia pavonia ligurica Weismann, 1876 est maintenant généralement considérée comme une espèce distincte, sous le nom de Saturnia pavoniella (Scopoli, 1763).

## Galerie

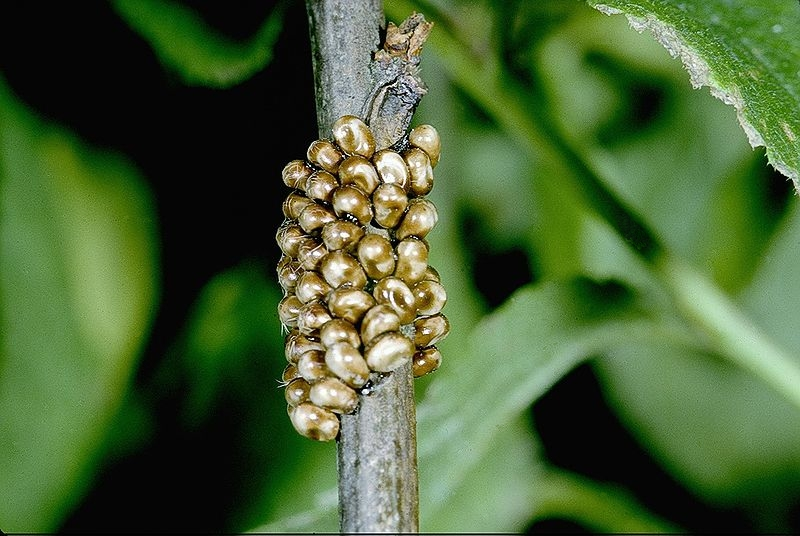
Œufs déposés vers le mois de mai formant un fourreau autour d'une tige.
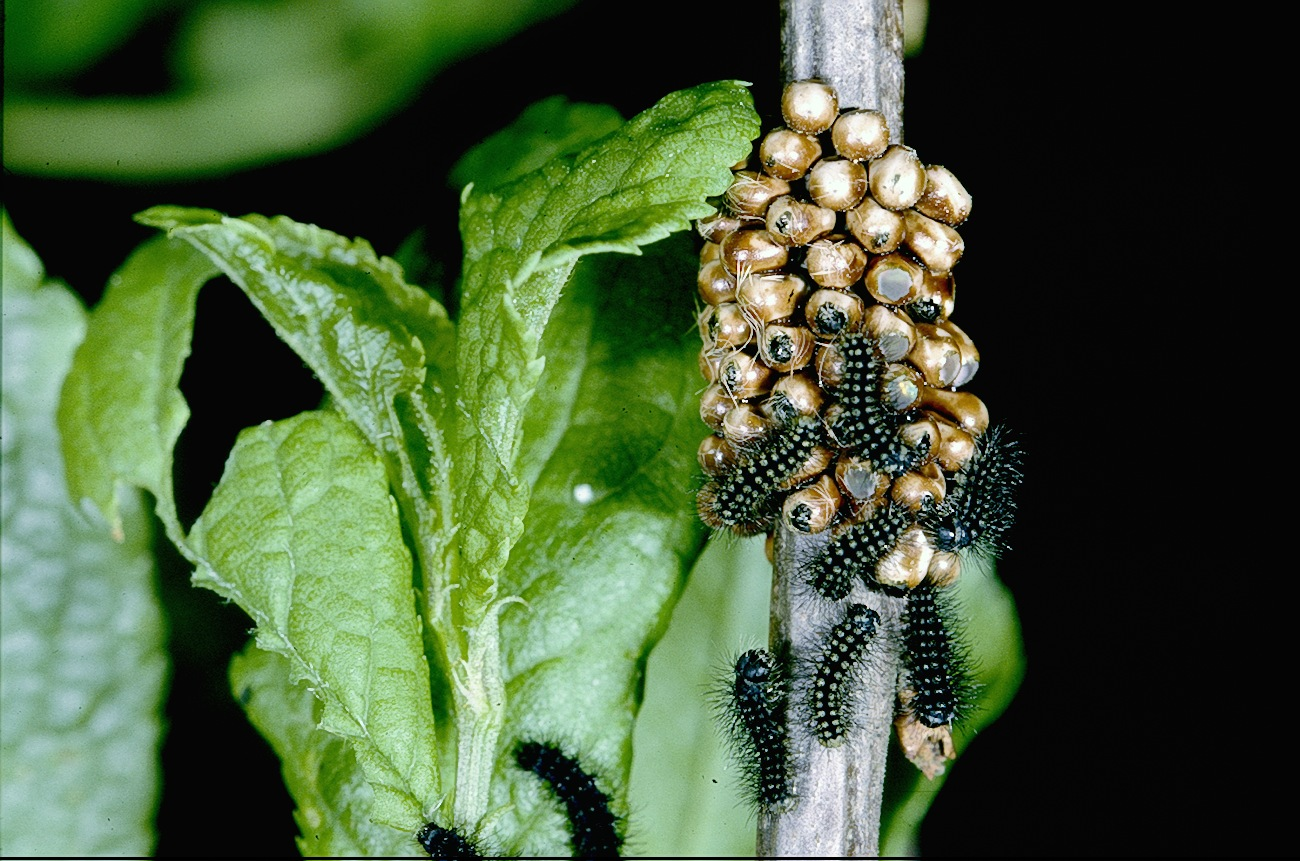
Éclosion des œufs quelques semaines plus tard en fonction de la température et de la météo en général.
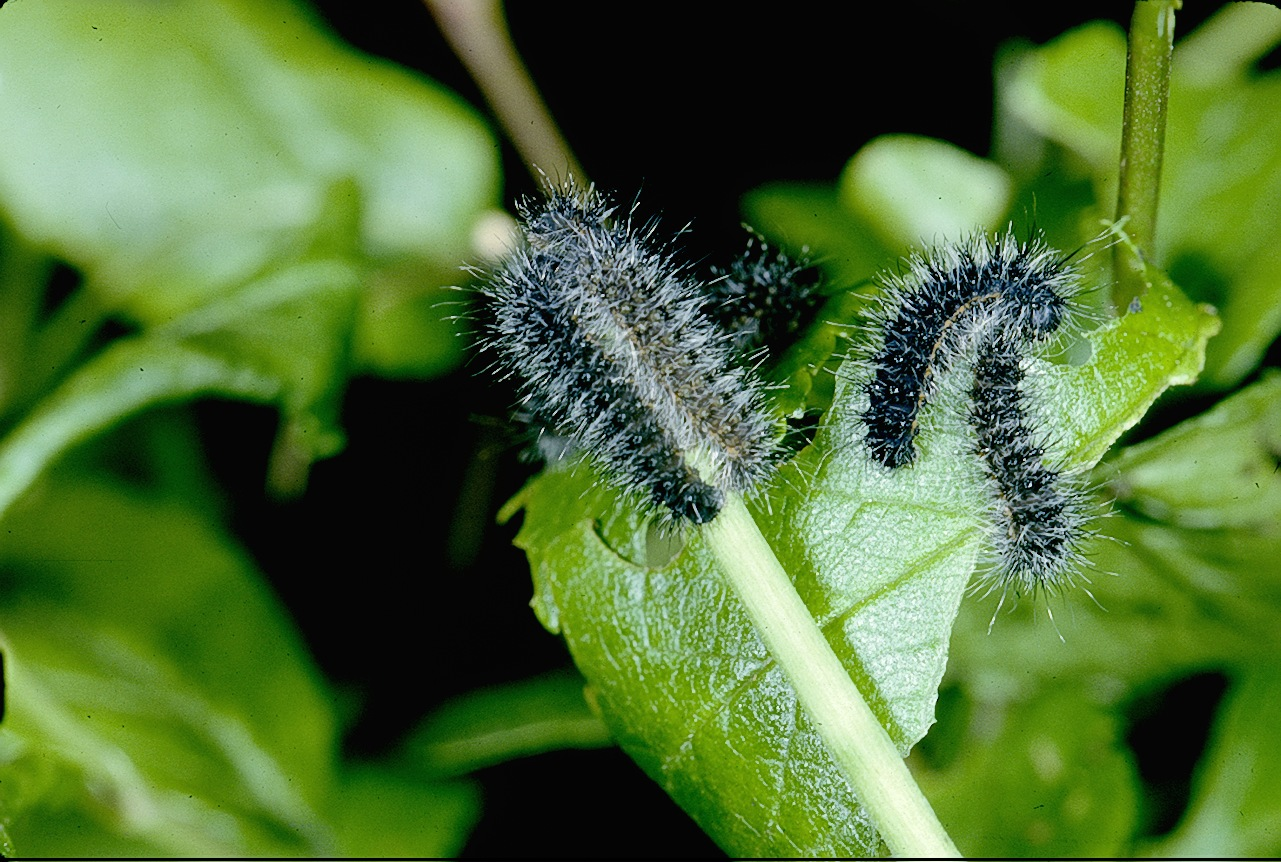
Jeunes chenilles noires dans les premiers jours mais évoluant rapidement en fonction de l'abondance de nourriture.

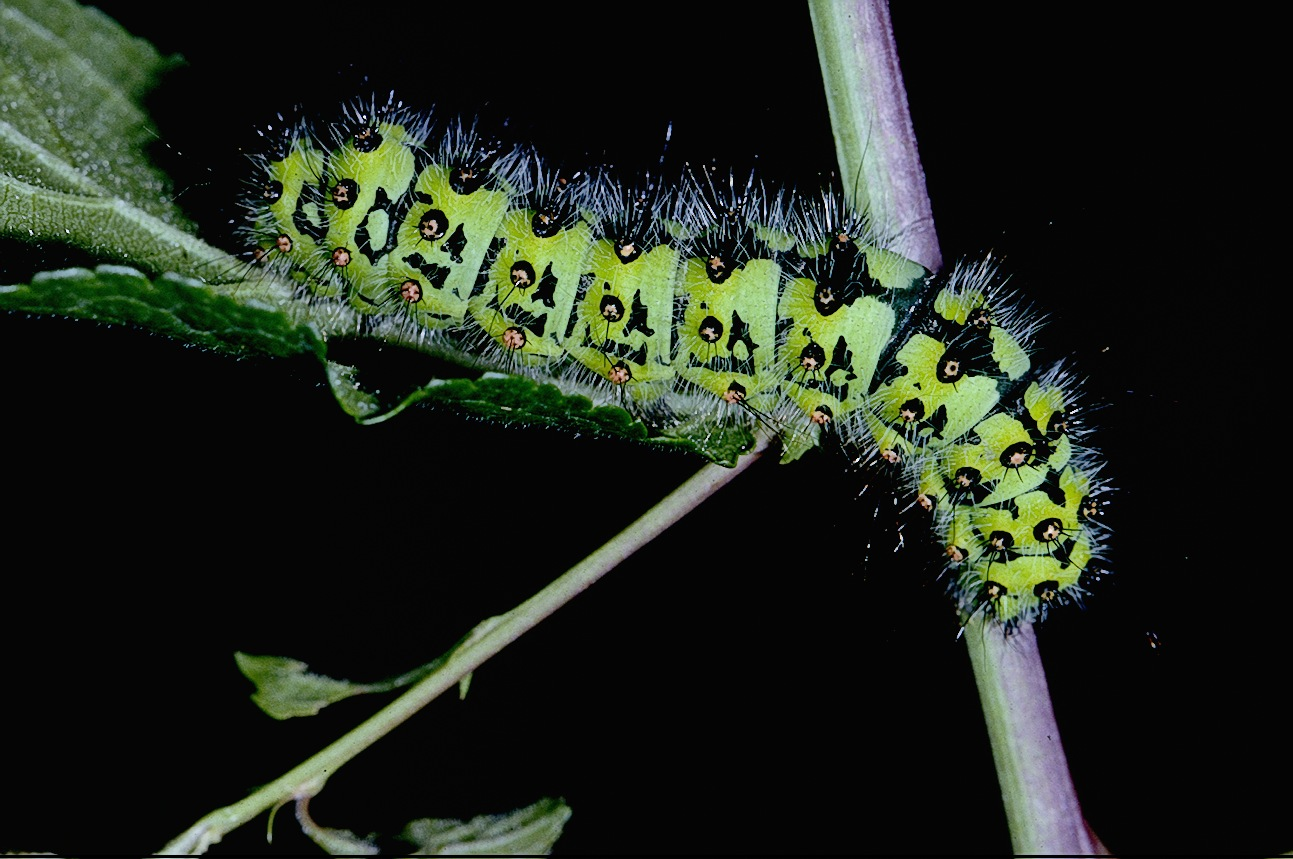
Chenille proche du stade final à la suite de plusieurs mues.
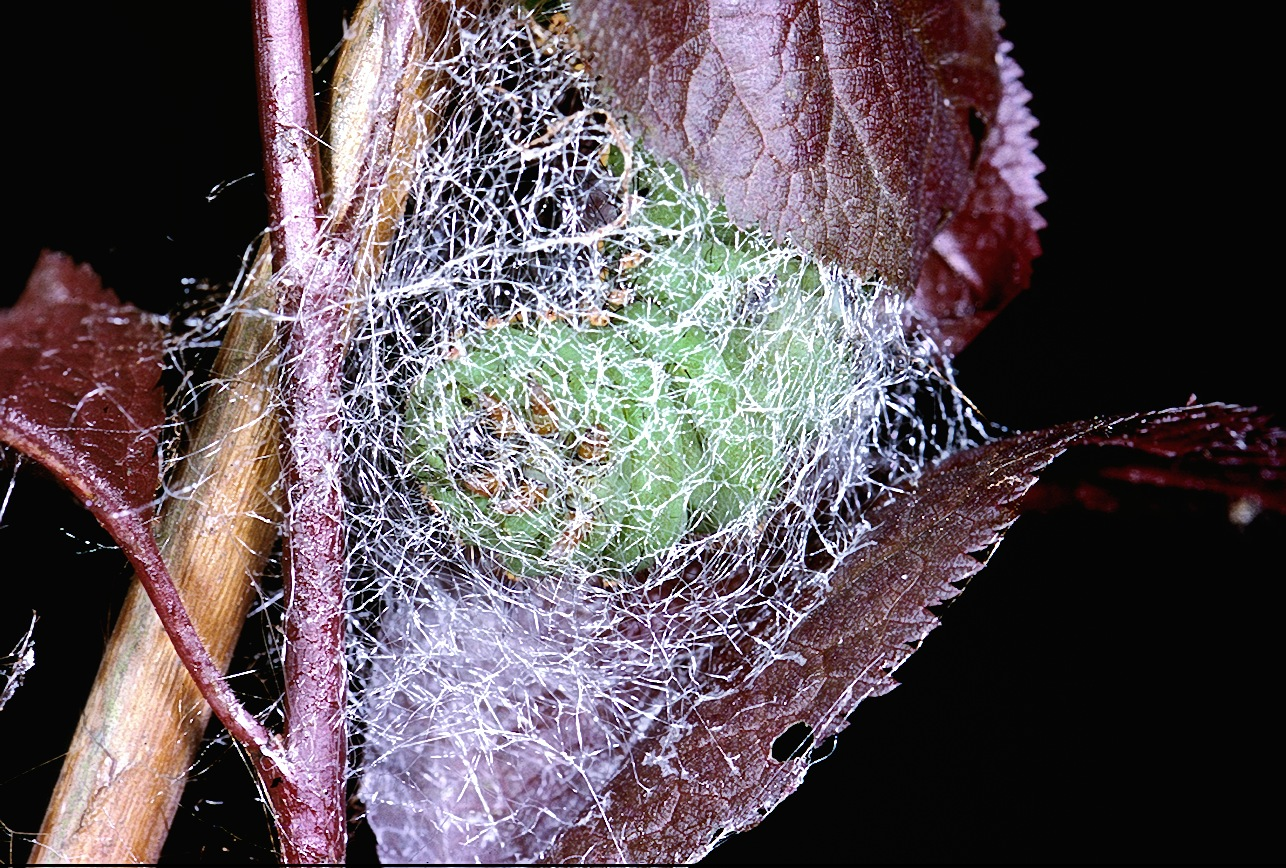
Début de la métamorphose, la chenille s'enferme dans un cocon qu'elle tisse de l'intérieur.
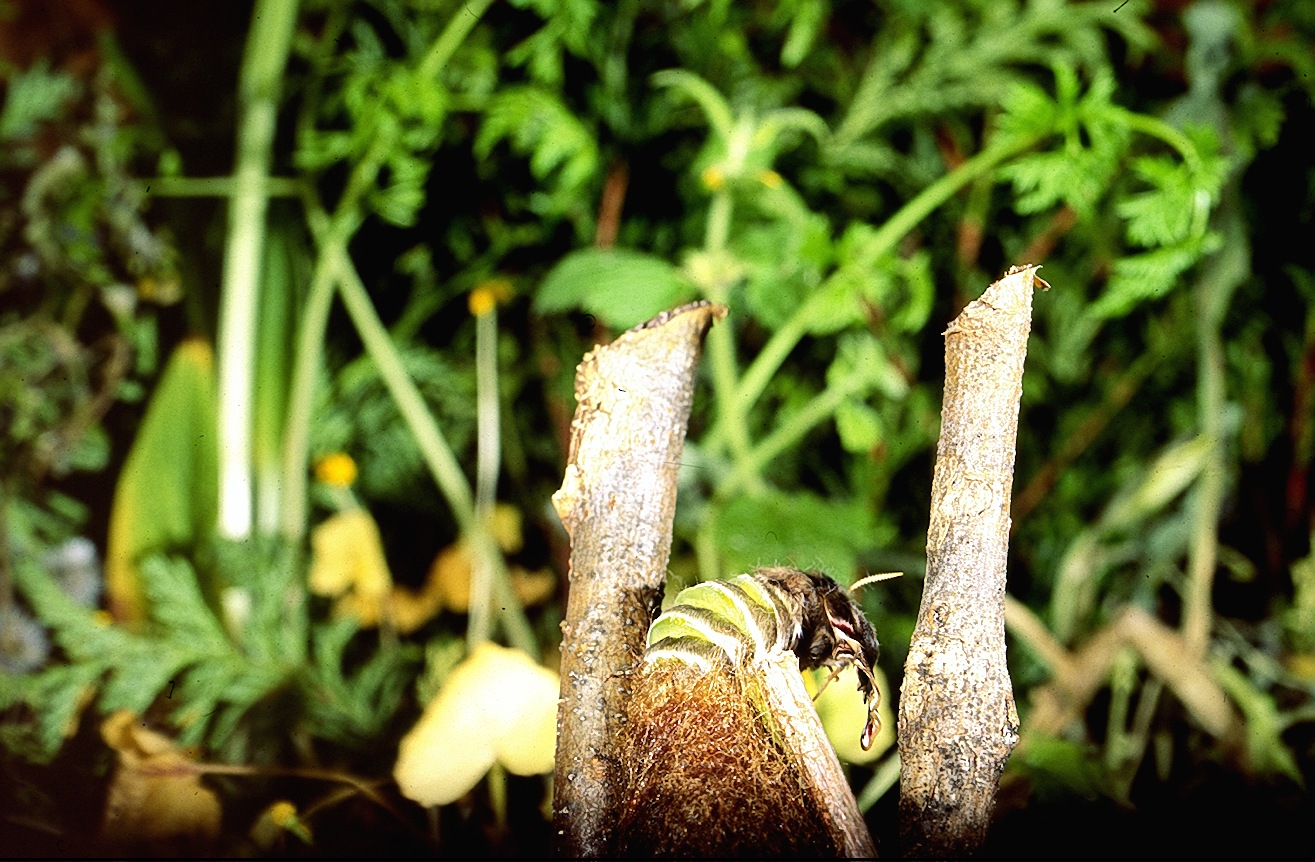
Émergence de l'imago aux environs du mois d'août, en général en milieu de nuit (prise de vue auto avec cadrage aléatoire).
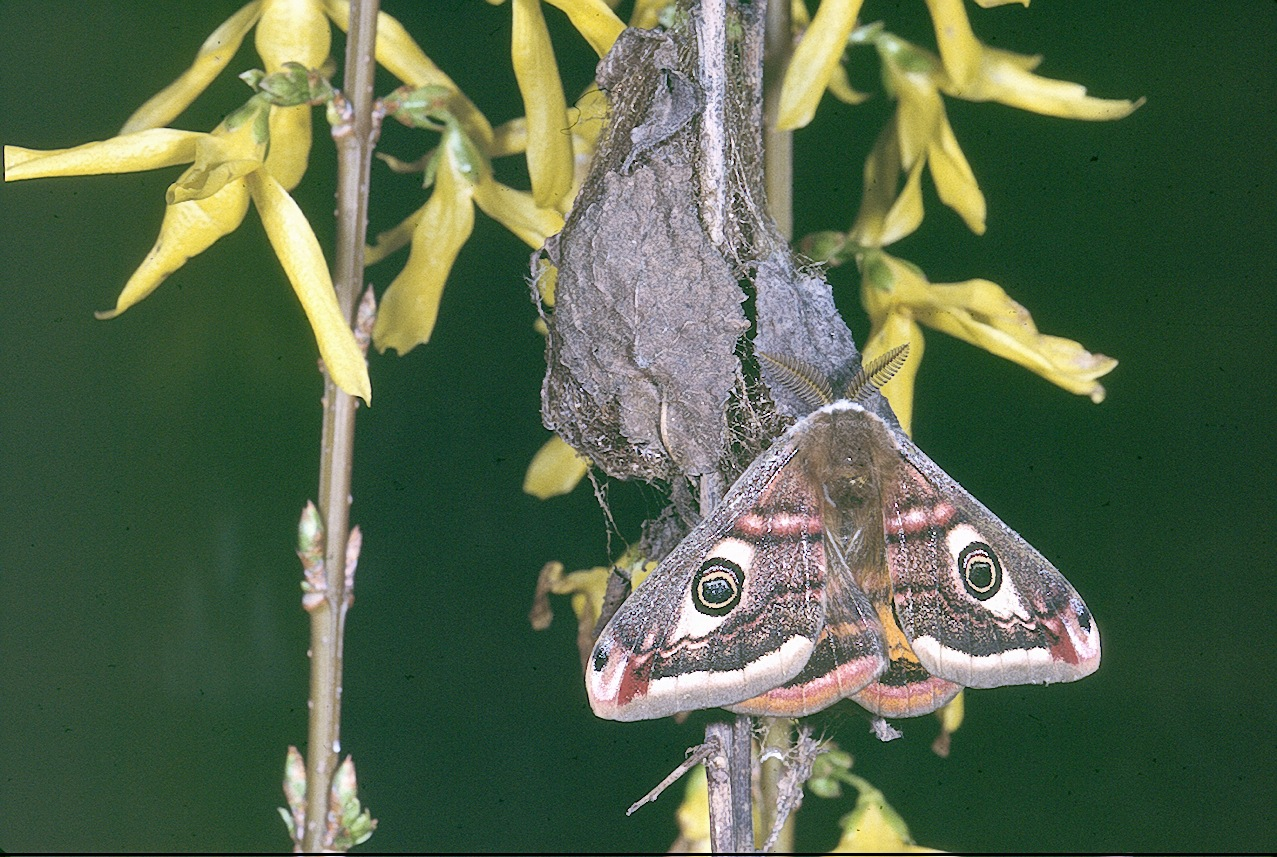
Jeune mâle séchant ses ailes accroché à son cocon.
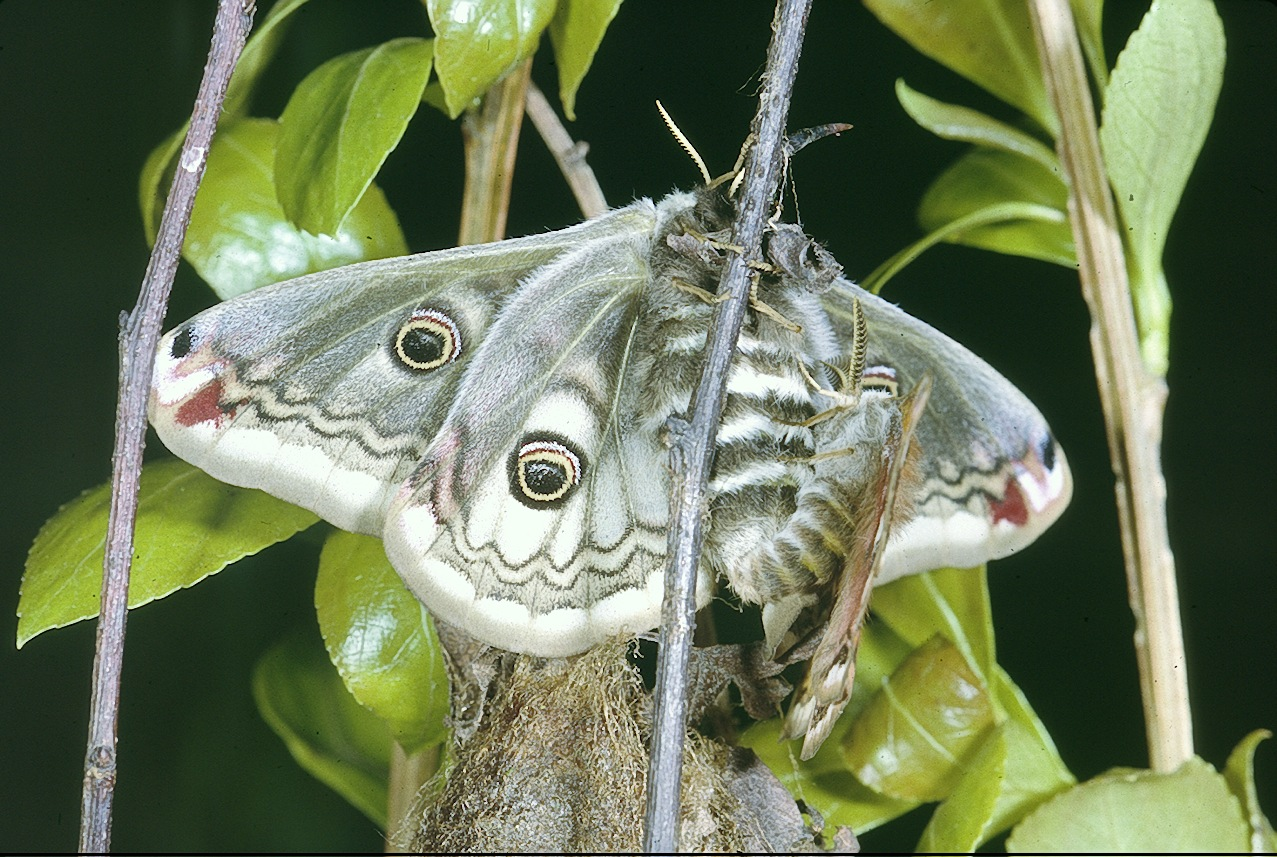
Accouplement quelques heures après l'émergence qui a eu lieu en cage.